# Пустовійтівська волость
Пустовійтівська волость — адміністративно-територіальна одиниця Кременчуцького повіту Полтавської губернії з центром у містечку Пустовійтове.
Старшинами волості були:
- 1900 року Пилип Семенович Корецький[1];
- 1904 року Григорій Якович Трикона[2];
- 1913 року Іван Миколайович Васильєв[3];
- 1915 року Дмитро Васильович Шрамко[4].